# Roques de Sant Pere
Les Roques de Sant Pere és una muntanya de 1.639 metres que es troba al municipi de Toses, a la comarca catalana del Ripollès.